# Медведково (Весьегонский район)
Медведково — деревня в Весьегонском муниципальном округе Тверской области.

## География
Деревня находится в северо-восточной части Тверской области на расстоянии приблизительно 16 км на юг по прямой от районного центра города Весьегонск.

## История
Возрождена в 1630-40-е годы карелами-переселенцами на месте одноименной, запустевшей в Смутное время деревни. Дворов было 13 (1859 год), 16 (1889), 28 (1931), 31 (1963), 18 (1993), 10 (2008),. До 2019 года входила в состав Чамеровского сельского поселения до упразднения последнего. 

## Население
Численность населения: 75 человек (1859 год), 93(1889), 121 (1931), 81 (1963), 26 (1993),, 29 (79 % русские, 21 % карелы) 2002 году, 19 в 2010.